# Port Saplaya
Port Saplaya (en valenciano, Port Saplatja) es el nombre de una zona residencial costera del municipio de Alboraya, en la provincia de Valencia, Comunidad Valenciana, en España. En 2023 contaba con una población de 2.045 habitantes según el INE. Es conocida por sus playas y por su peculiar urbanismo, que le ha valido el sobrenombre turístico de "la pequeña Venecia".

## Geografía
Port Saplaya se encuentra en la zona noreste del término municipal de Alboraya, en la costa y a unos 2 km del centro urbano de Alboraya. Está situada unos 500 m al norte del barranco del Carraixet y muy próxima a la autovía V-21. Se encuentra en el litoral mediterráneo, y sus playas tienen una extensión de 1 km aproximadamente.

### Playas
Las playas de Port Saplaya se encuentran adyacentes a la urbanización y separadas entre sí por la entrada al puerto. Ambas son accesibles y cuentan con gran cantidad de servicios.

## Historia

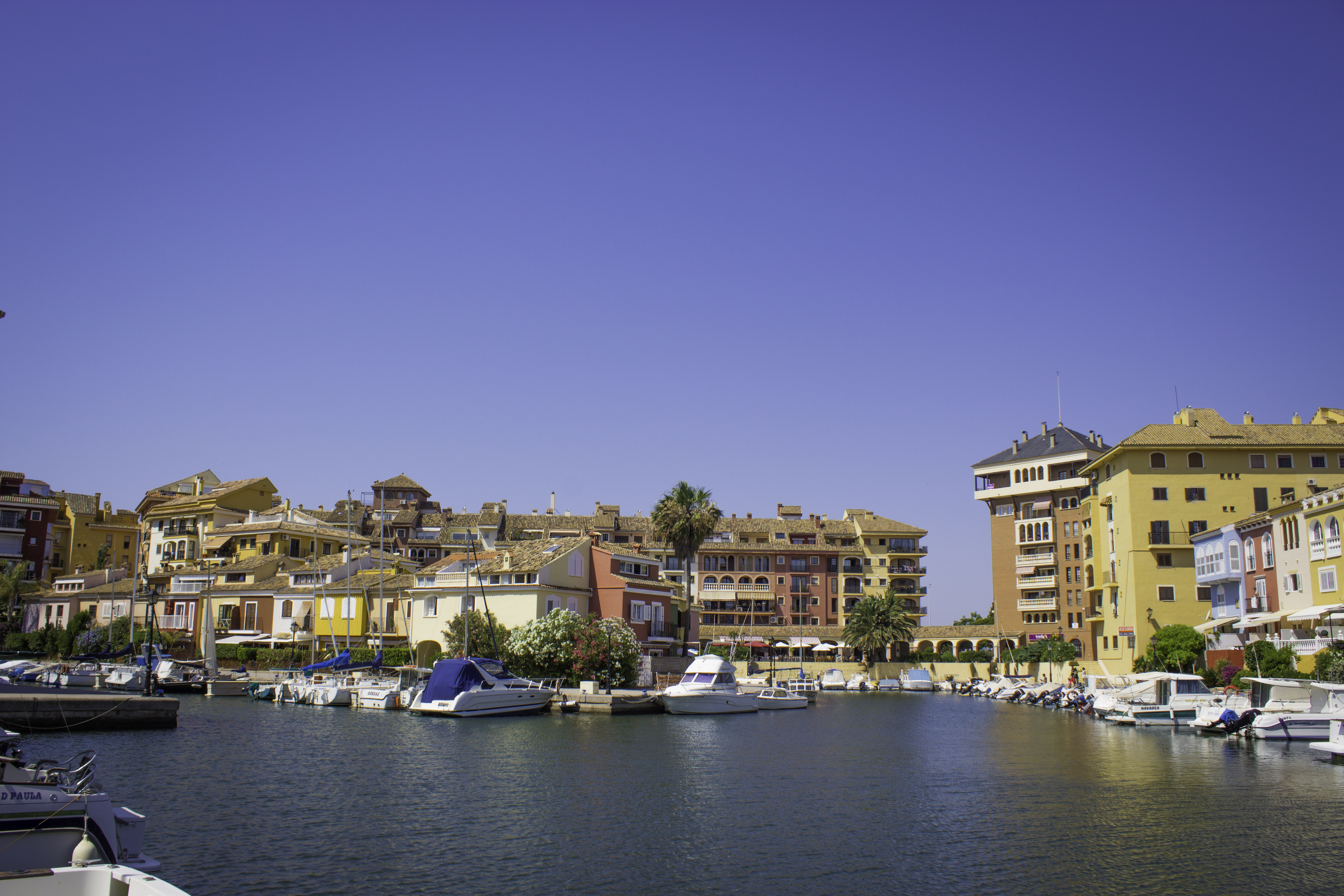
Marina Port Saplaya

Port Saplaya es un barrio que nació como zona residencial en la década de 1970, siendo sus primeros empadronados del año 1975. Desde el primer momento se consolidó como una zona de segunda residencia, aunque en la actualidad constituye la primera residencia de buena parte de sus habitantes.
Aun así, la población continúa siendo considerablemente mayor durante los meses de verano, hecho que ha llevado a la administración de Alboraya a extender sus servicios a la zona, como la AMIC (Agencia Municipal de Información al Ciudadano), el ambulatorio y la oficina de turismo.

## Transportes
Carretera
Las carreteras que acceden a Port Saplaya son las siguientes:
| V-21   | Acceso norte a Valencia Une Valencia con la A-7                                          |
| CV-311 | Carretera autonómica CV-311. Une el centro urbano de Alboraya con Port Saplaya y la V-21 |

Autobús
- Metrobus Valencia: El servicio de autobús metropolitano de Valencia, llevado a cabo por la empresa Autos Vallduxense SL (AVSA), presta servicio en Port Saplaya a través de las siguientes líneas, que paran en la parada central del barrio:

| Línea | Recorrido                               | Operador     |
| ----- | --------------------------------------- | ------------ |
| 112A  | Valencia - El Puig                      | AVSA         |
| 112B  | Valencia - El Puig (hasta Port Saplaya) | AVSA         |
| 118N  | Nocturno Valencia - Sagunto             | AVSA         |
| 143   | Paterna - Port Saplaya (solo verano)    | Edetania Bus |

- Bus d’Alboraya: Port Saplaya tiene varias paradas del Bus d’Alboraya, línea de autobús urbano que recorre el municipio de Alboraya. Conecta Port Saplaya con el centro de Alboraya, La Patacona y el resto de barrios del municipio, así como con la localidad próxima de Tavernes Blanques. La frecuencia de paso es de 45min-1h, aproximadamente.[5]

Puerto
Port Saplaya dispone de un puerto deportivo, en el que está situada la Marina Port Saplaya (enlace roto disponible en Internet Archive; véase el historial, la primera versión y la última)..

## Urbanismo

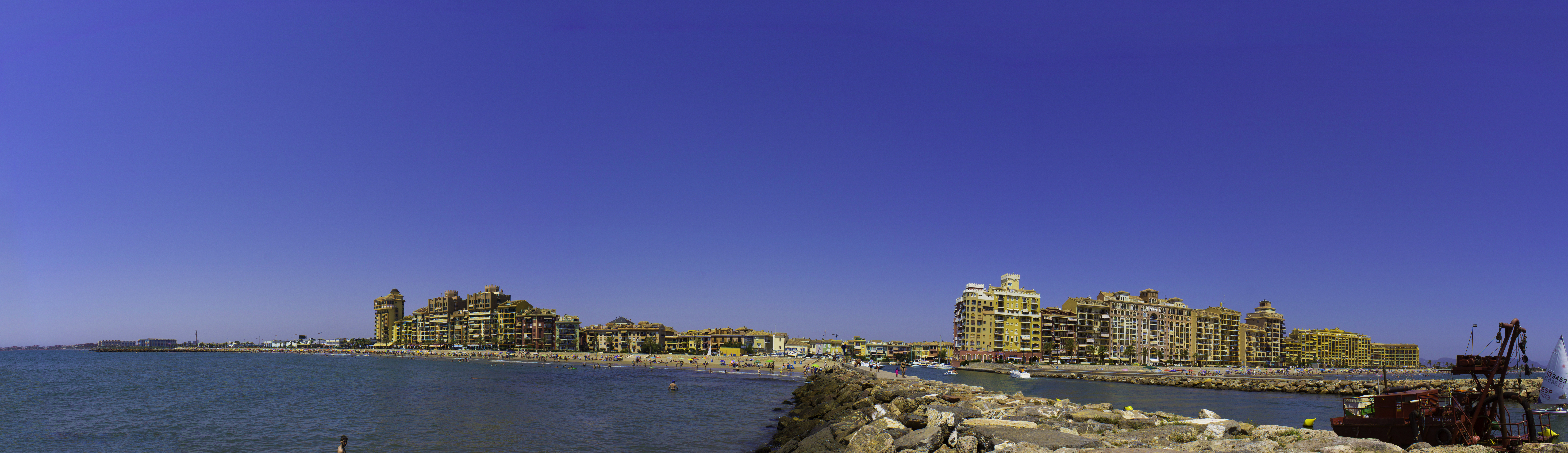
Urbanización Port Saplaya

El urbanismo de Port Saplaya es bastante peculiar, dado que consiste principalmente en una o dos líneas de edificaciones que, desde la primera línea de playa, envuelven totalmente al puerto, que se halla en el centro geográfico de la urbanización y al que sólo se puede acceder peatonalmente. 
Está articulado por dos plazas, abiertas en un lado y porticadas en los otros tres, situadas en cada uno de los extremos de la urbanización y que concentran, junto con los paseos marítimos, los locales comerciales. Los paseos marítimos, a su vez, se encuentran separados en dos (norte y sur) por la abertura del puerto, que accede al interior de la urbanización. Estas características, junto con el color de las fachadas de las edificaciones, en que predominan los tonos pastel cálidos y sobre todo los rojizos y siena, le han valido el sobrenombre turístico de "la pequeña Venecia".

## Cultura
Al tratarse de una urbanización de tamaño reducido y una importante fluctuación poblacional hacia los meses de verano, la oferta cultural es escasa. 
Sin embargo, entre junio y septiembre, coincidiendo con la temporada de playas, se instala el cinema d'estiu (cine de verano), que ofrece cine al aire libre de forma gratuita; y la Biblioplatja, a fin de fomentar la lectura entre los residentes y los bañistas.
Por otra parte, el barrio cuenta con varias asociaciones, como la Asociación Cívica y Cultural de Port Saplaya, que actúa como asociación vecinal para reivindicar los intereses de la zona,  o la Falla Port Saplaya, que se encarga de la celebración de las fallas en el barrio. Además, Port Saplaya cuenta con un Centro Cívico donde se realizan conciertos y actividades de todo tipo como clases de boxeo o kung fu, yoga, clases de baile o talleres de pintura para niños y adultos.

### Fiestas
Las fiestas de Port Saplaya están dedicadas a la Virgen del Carmen, patrona de los navegantes, y se realizan las segunda o tercera semana de julio, tras las fiestas mayores de Alboraya. La mayoría de las actividades tiene lugar alrededor de la Plaza de la Señoría y el paseo Luis Saiz Díaz (paseo marítimo norte), e incluyen una misa a la Virgen y una procesión marinera en su honor.
Aparte de las Fiestas del Carmen, otros acontecimientos festivos importantes en el barrio son las Fallas o San Juan. Por un lado, durante la semana fallera se realizan múltiples actividades a cargo de la Falla Port Saplaya, que planta su monumento en la Plaza de la Señoría. Además, cada año todas las fallas de Alboraya hacen un pasacalle por una de sus playas, alternando entre Patacona y Port Saplaya. El resto del año, la falla también realiza actividades y celebra otras fechas señaladas. Por otro lado, en la noche de San Juan es tradicional hacer hogueras, cenar y saltar olas en la playa.

## Imágenes

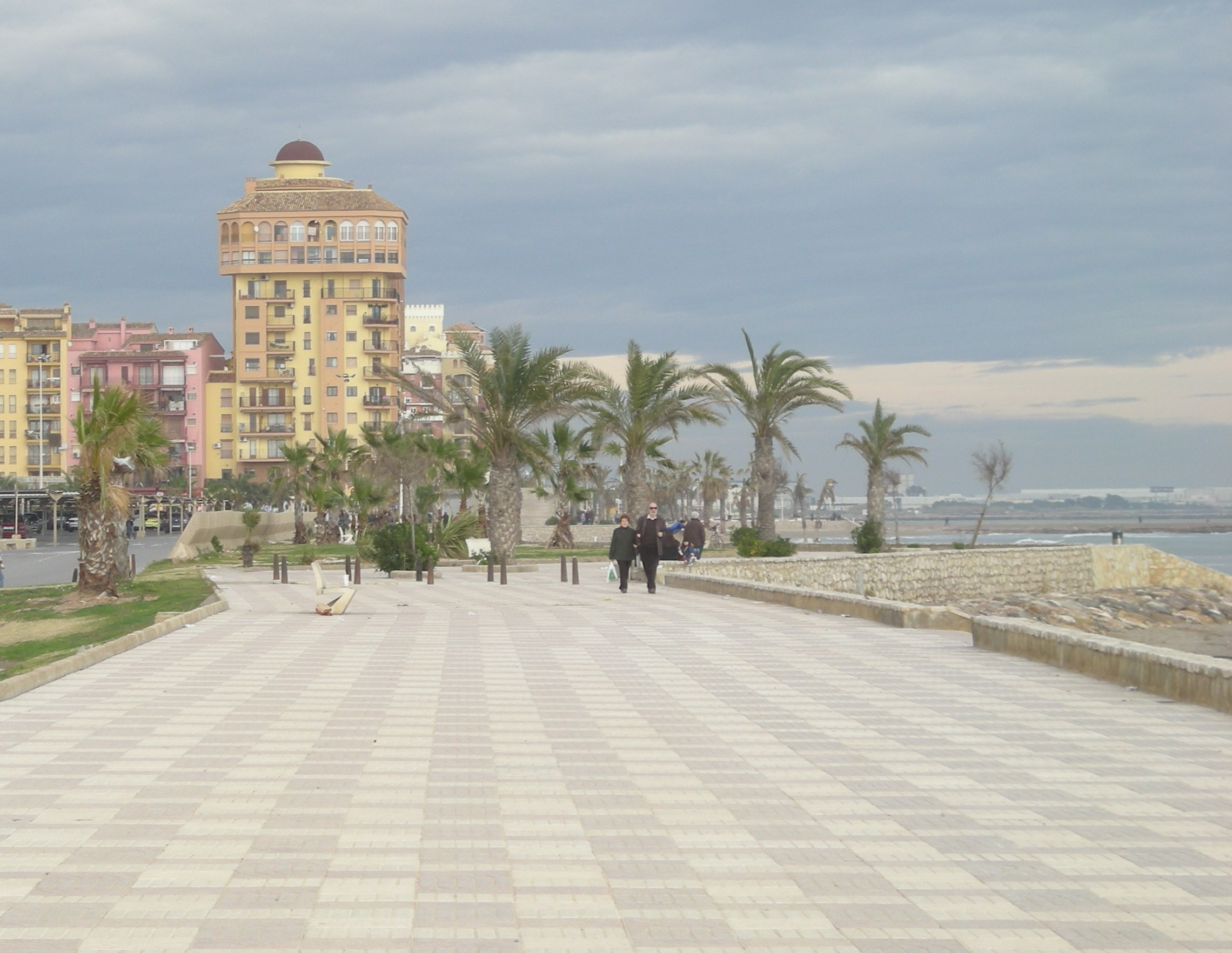
Paseo Marítimo
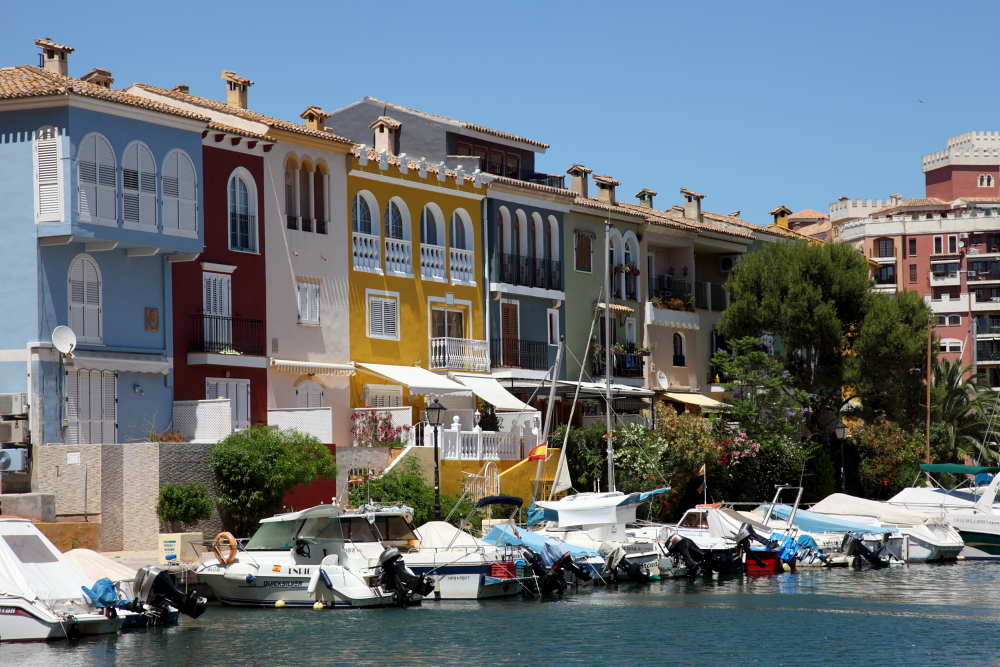
Casas características del barrio
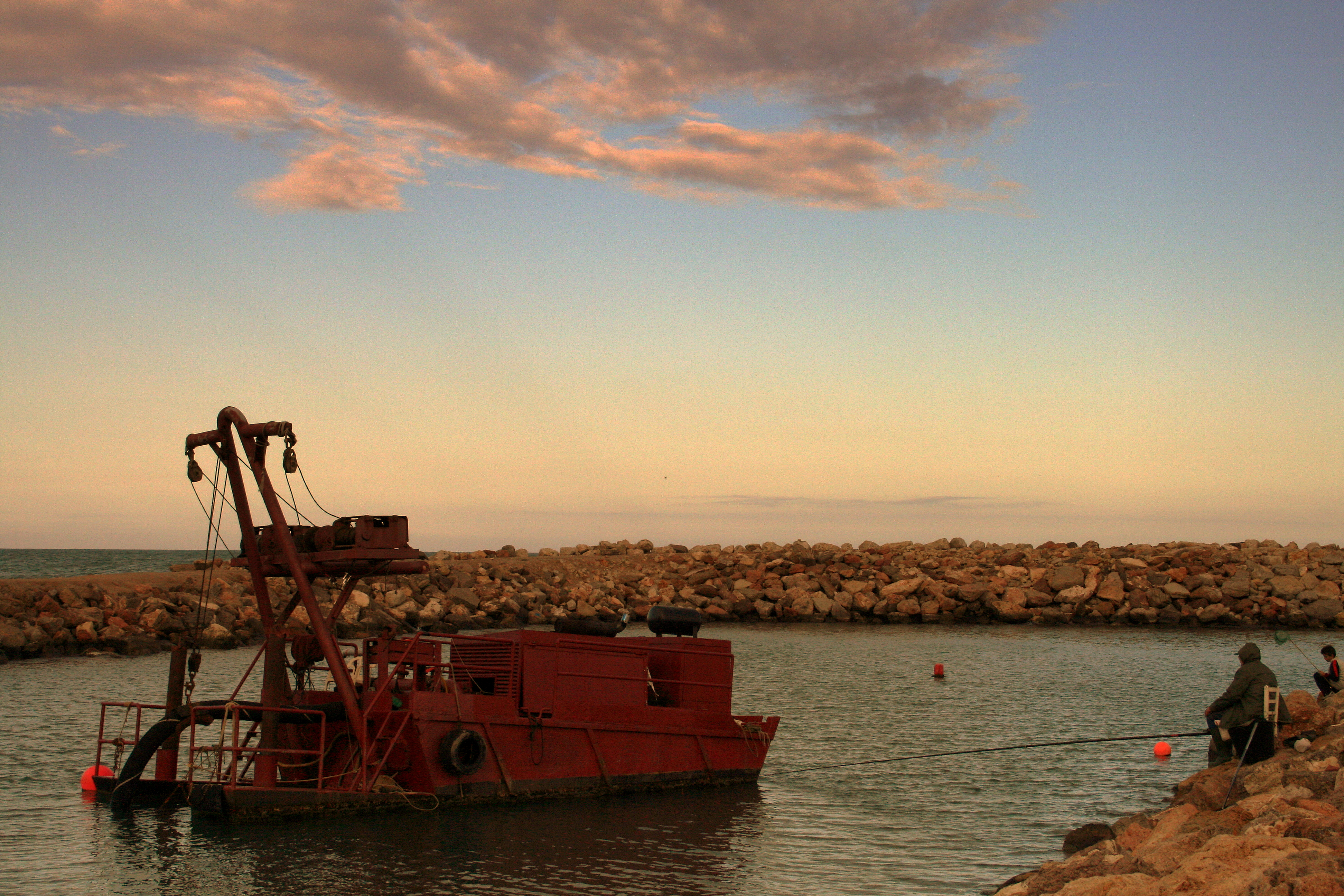
Entrada al Puerto
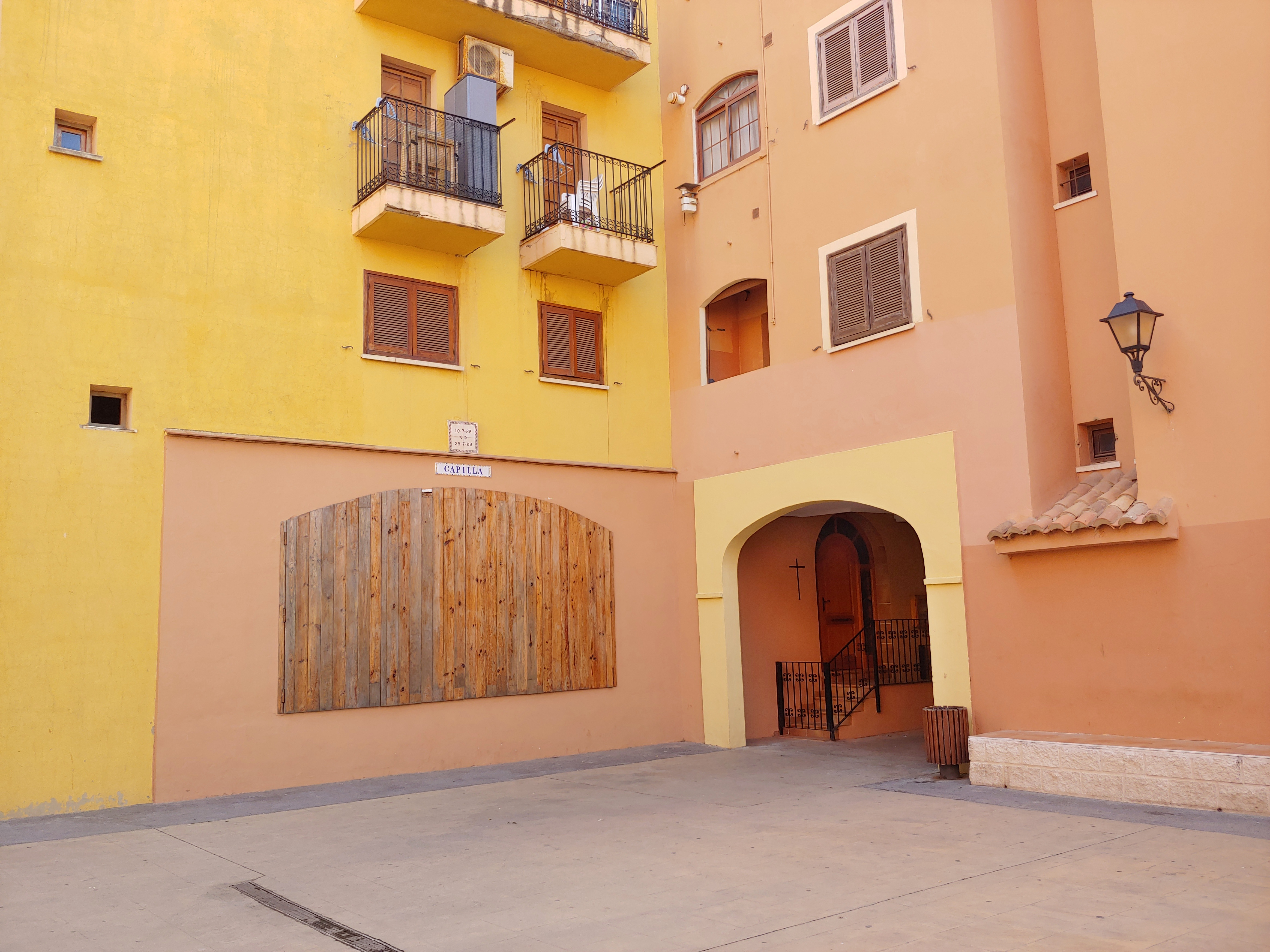
Capilla
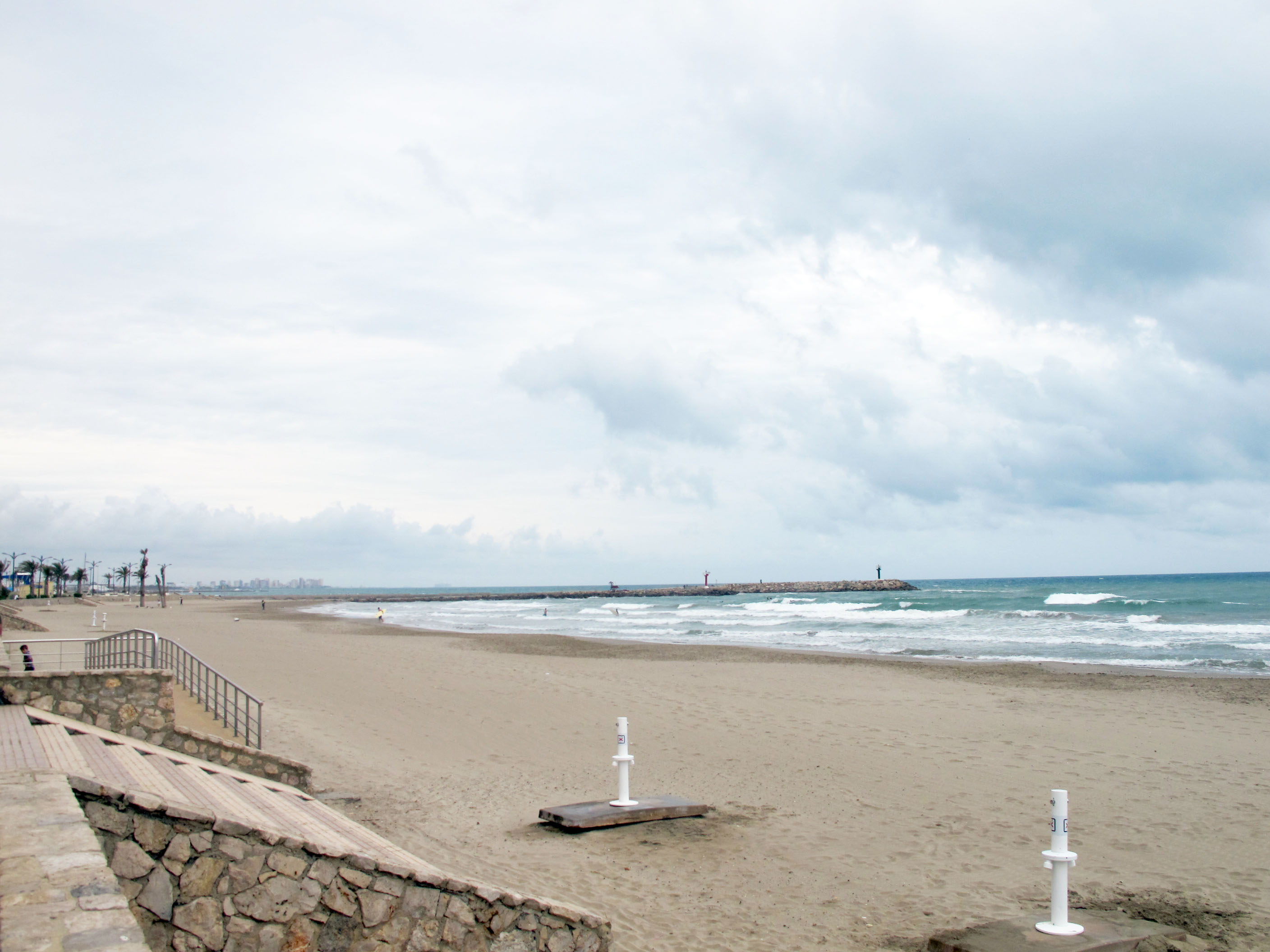
Playa de Port Saplaya Sur
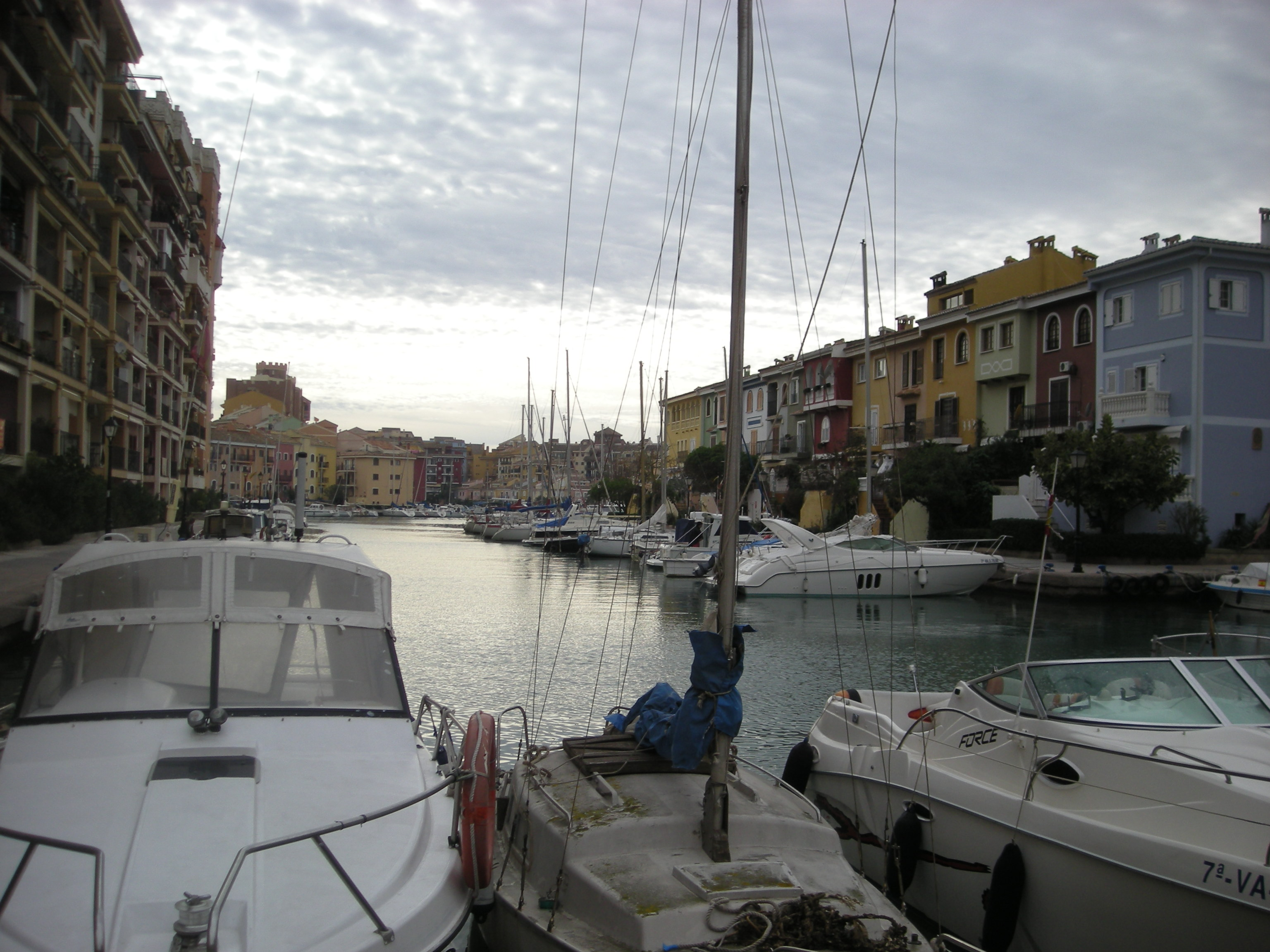
Canales del Puerto
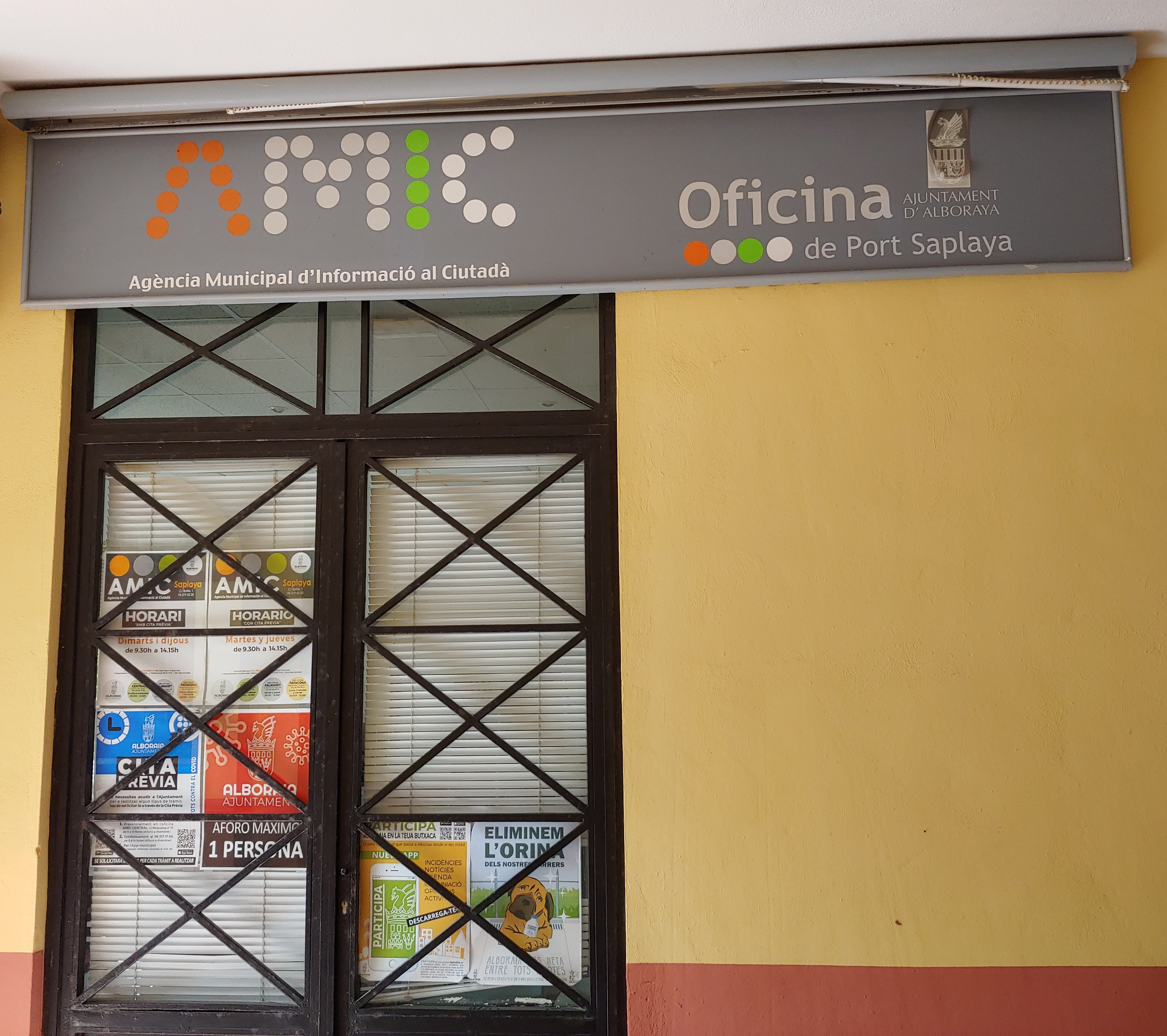
Oficina del Ayuntamiento de Alboraya
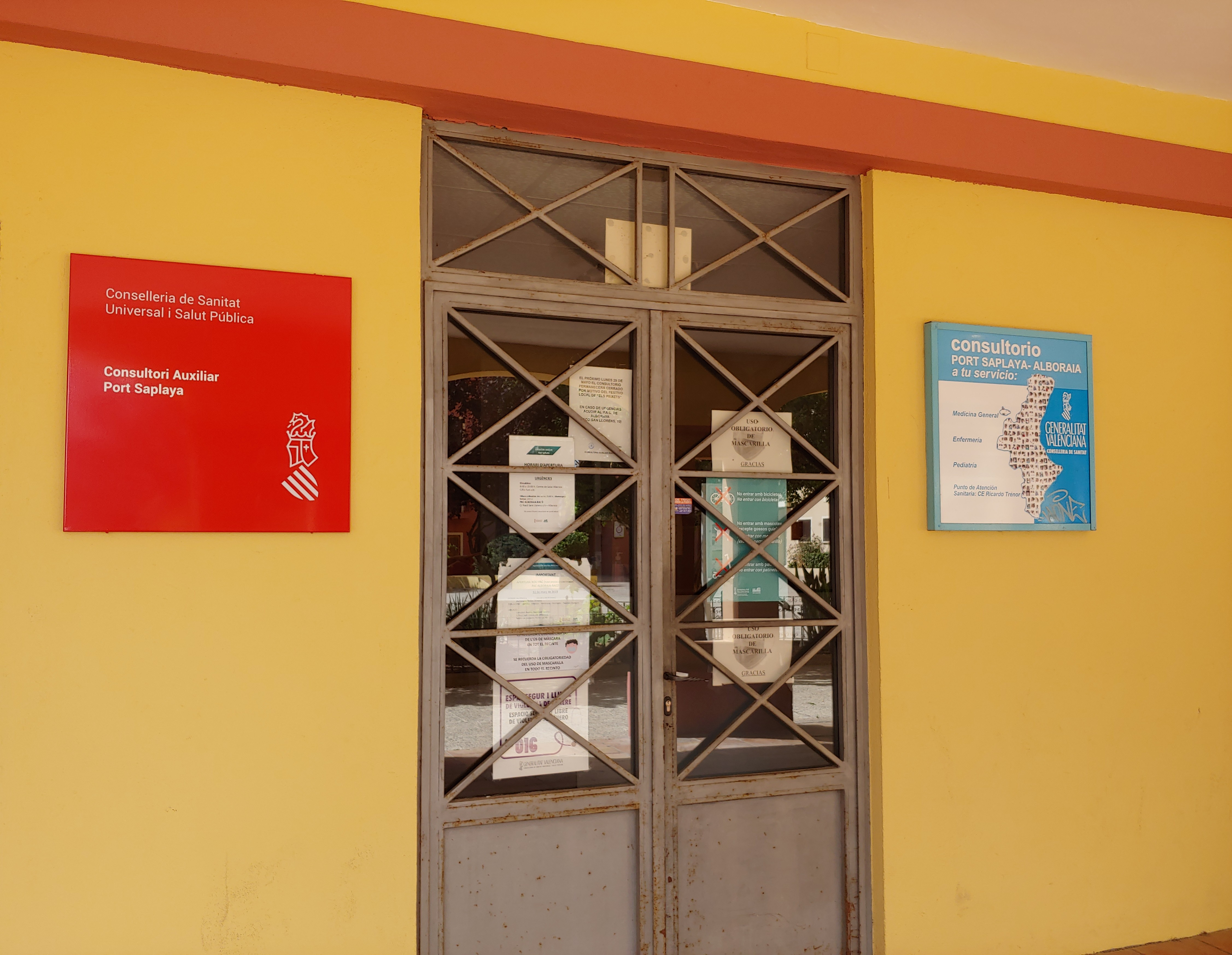
Centro auxiliar de Salud
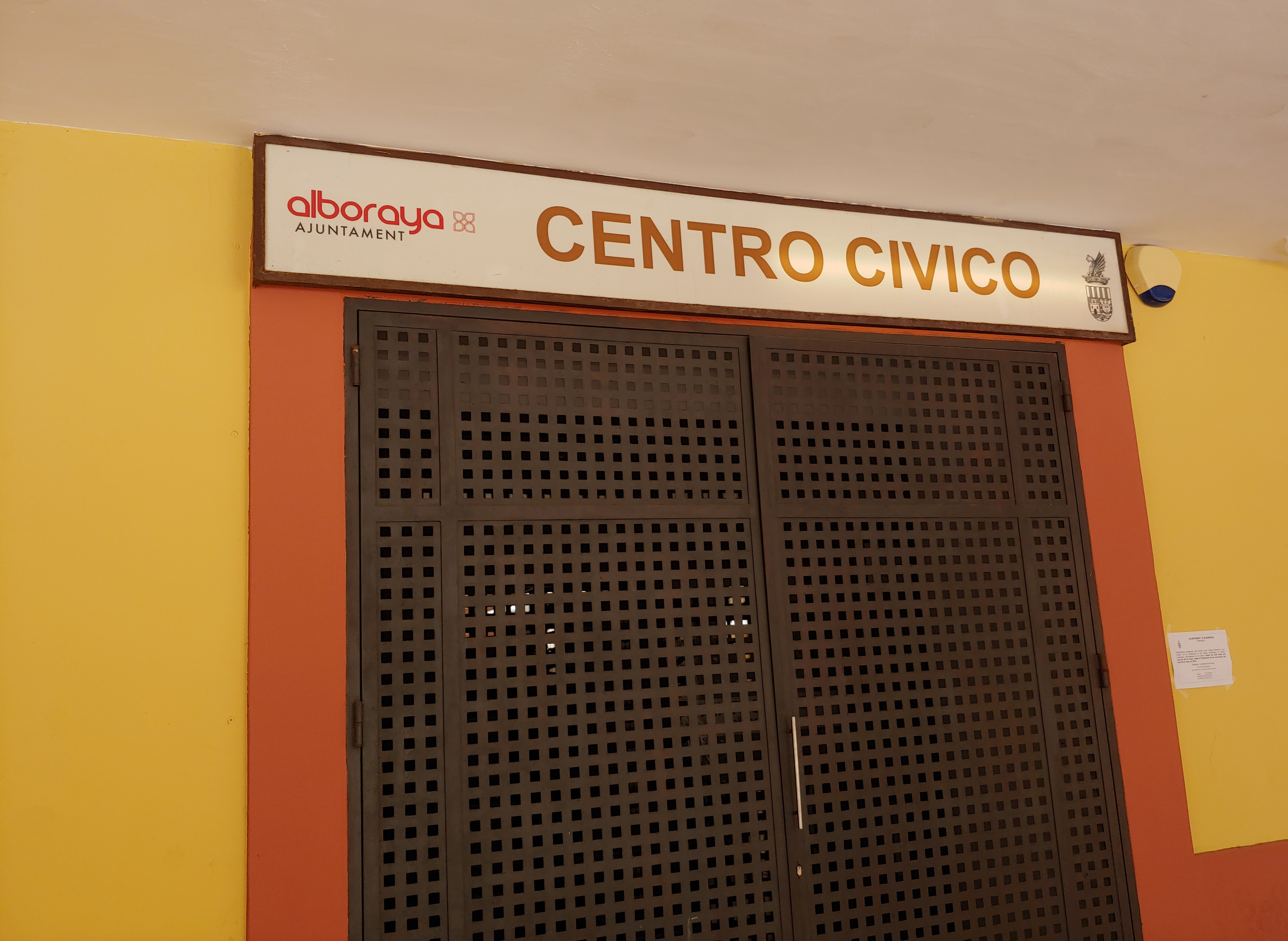
Centro Cívico